# Amsterdamsche Bank
Amsterdamsche Bank — несуществующий ныне нидерландский банк.

## История
Банк был основан в 1871 году с участием голландского‚ немецкого и австрийского капитала. В 1947 году поглотил Incasso Bank. Принимал активное участие в финансировании алмазной промышленности и торговли алмазами. В 1964 году слиянием Amsterdamsche Bank и Rotterdamsche Bank был образован AMRO Bank.

## Показатели деятельности
В 1960 году имел около 170 филиалов в стране и за границей. Сумма баланса банка на конец июня 1960 года составляла 2 375 млн гульденов, капитал и резервы — 144 млн, вклады 2 100 млн.